# Mechanicsville (condado de Schuylkill, Pensilvania)
Mechanicsville es un borough ubicado en el condado de Schuylkill en el estado estadounidense de Pensilvania. En el año 2000 tenía una población de 515 habitantes y una densidad poblacional de 602.2 personas por km².

## Geografía
Mechanicsville se encuentra ubicado en las coordenadas 40°41′30″N 76°10′54″O / 40.69167, -76.18167.

## Demografía
Según la Oficina del Censo en 2000 los ingresos medios por hogar en la localidad eran de $34,583 y los ingresos medios por familia eran $40,556. Los hombres tenían unos ingresos medios de $33,750 frente a los $21,354 para las mujeres. La renta per cápita para la localidad era de $16,511. Alrededor del 12.1% de la población estaba por debajo del umbral de pobreza.